# Sloan Park
A Sloan Park baseballpálya az arizonai Mesa városában, melyet 2014-ben nyitottak meg. A stadion első számú üzemeltetője a Chicago Cubs, akik a tavaszi edzőtábor során hazai pályájukként használják a parkot, de a Sloan Park ad helyet az Arizona League bajnokságban játszó Arizona League Cubs és az Arizona Fall League bajnokságban szereplő Mesa Solar Sox hazai játékainak is. A Sloan Parkot Mesa városának lakosainak építették az adófizetők pénzéből, a stadion építését közszavazással fogadták el. A pályát elsősorban a Chicago Cubs tavaszi edzőtáborának befogadására építették, a csapat ezt megelőzően a közeli Hohokam Stadiumban játszott. A stadion tervezését a Populous vezette. A játéktér méretei szorosan követik a Cubs hazai játékainak otthont adó stadion, a Wrigley Field méreteit.
A Sloan Park a 15 000 fős befogadóképességével a Major League Baseball legtöbb férőhelyes tavaszi edzőtábor során használt stadionja, 2000 fővel megelőzve a glendale-i Camelback Ranchot, a Cubs városi riválisának, a  Chicago White Soxnak edzőstadionját.
A stadion eredetileg Cubs Park néven volt ismert, azonban 2015. január 8-án bejelentették, hogy a Sloan Valve Company megvásárolta a stadion elnevezésének jogait és átkeresztelte a pályát a jelenlegi Sloan Park névre.